# Мирзоджон Ширинджонов (джамоат)

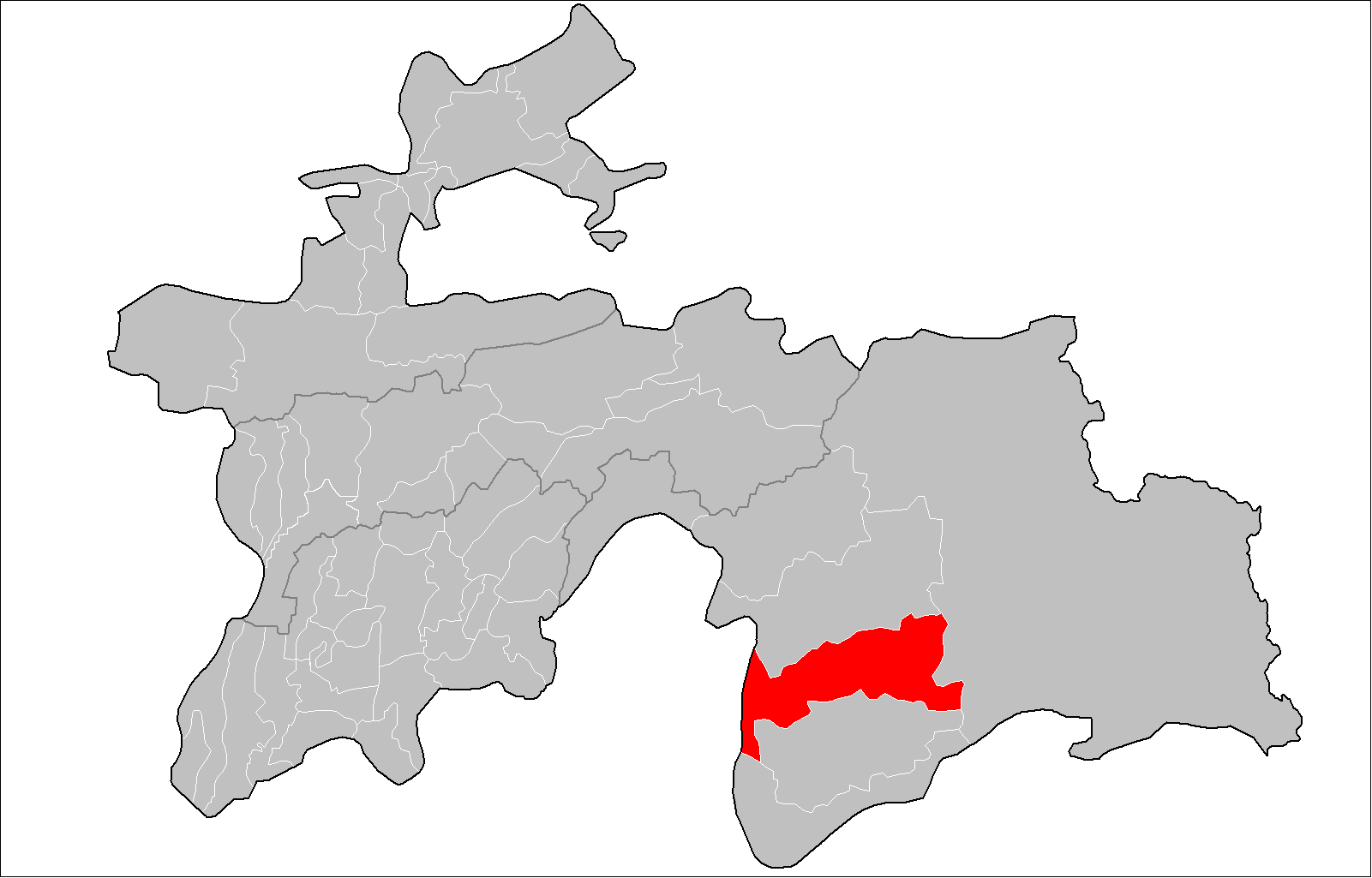
Расположение Шугнанского района в Таджикистане

Расположение Горно-Бадахшанской автономной области в Таджикистане

Джамоат им. Мирзоджона Ширинджонова (до 2012 г. — джамоат Сохчарв) — джамоат, административно-территориальная единица Шугнанского района Горно-Бадахшанской автономной области Таджикистана.

## Селения джамоата
| № | Русское название                             | Таджикское название  | Население (01.01.2017) тыс. чел | Площадь тыс. км² | Плотность населения чел./км² |
| - | -------------------------------------------- | -------------------- | ------------------------------- | ---------------- | ---------------------------- |
| 1 | кишлак Барёмдж                               | Барёмҷ               | 0,38                            | 4,6              | 7,87                         |
| 2 | кишлак Буни (Шугнанский район) (админ центр) | Буни (маркази ҷамоат | 0,52                            | 4,6              | 7,87                         |
| 3 | кишлак Дашт                                  | Дашт                 | 0,17                            | 4,6              | 7,87                         |
| 4 | кишлак Дерёмдж                               | Дерёмҷ               | 0,37                            | 4,6              | 7,87                         |
| 5 | кишлак М. Ширинджонов                        | М. Ширинҷонов        | 0,93                            | 4,6              | 7,87                         |
| 6 | кишлак Чошкандез                             | Чошкандез            | 0,22                            | 4,6              | 7,87                         |
|   |                                              | Всего                | 2,59                            | 4,6              | 7,87                         |

## История
Джамоат был создан в 1995 году.  С 1991 года  в кишлаках джамоата были построены плотницкий цех, птицеферма на 2 тысяч кур и другие объекты. 
В 2012 году джамоат Сохчарв Шуганского района был переименован  в джамоат имени Мирзоджона Ширинджонова
В 2019 году с целью привлечения туристов и гостей области в джамоате построена трехэтажная гостиница.

Инициатором строительства выступила  Гулзода Саъдоншоева, себестоимость строительства составила  170 тысяч сомони. 

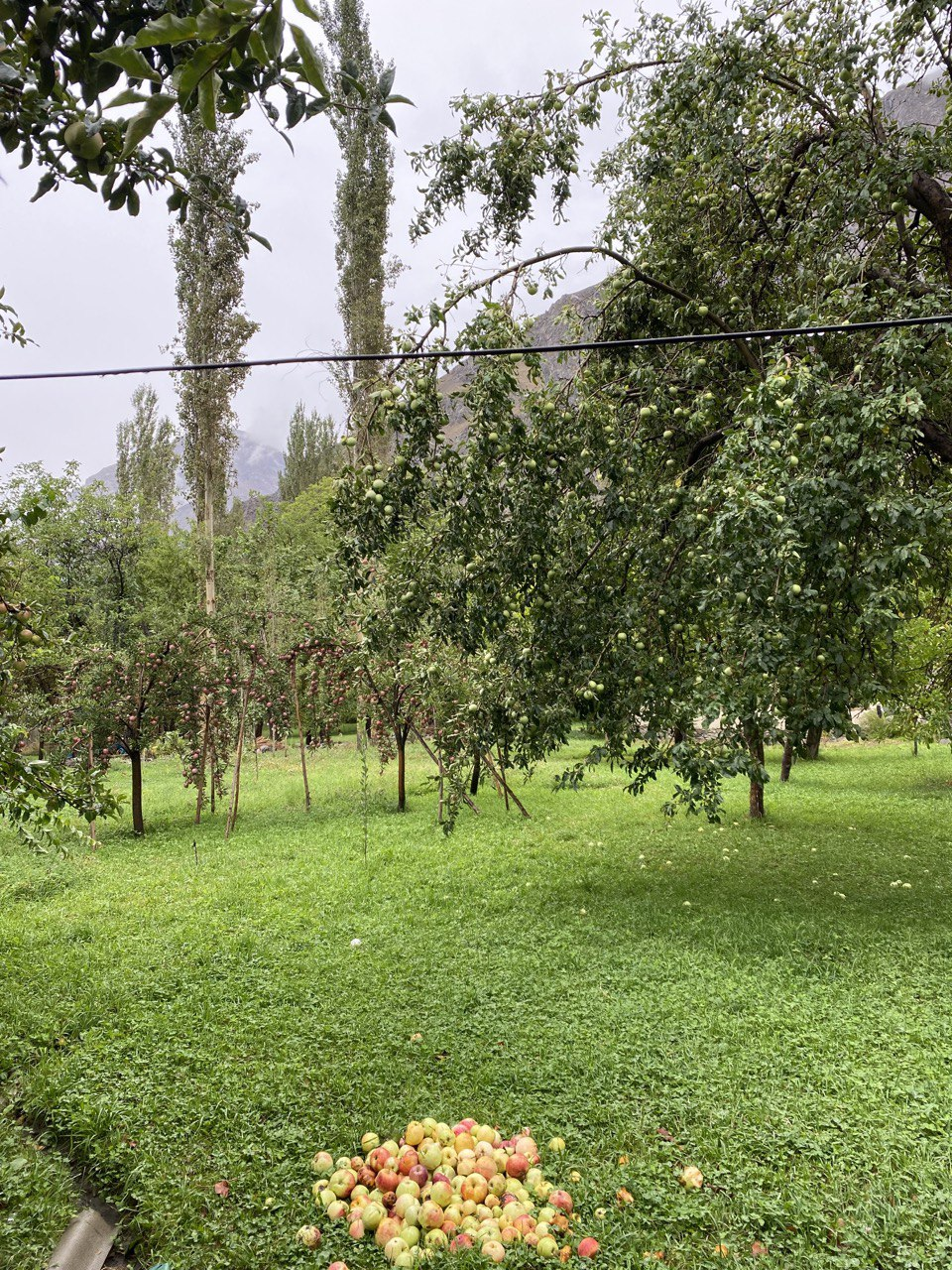
яблоневый сад
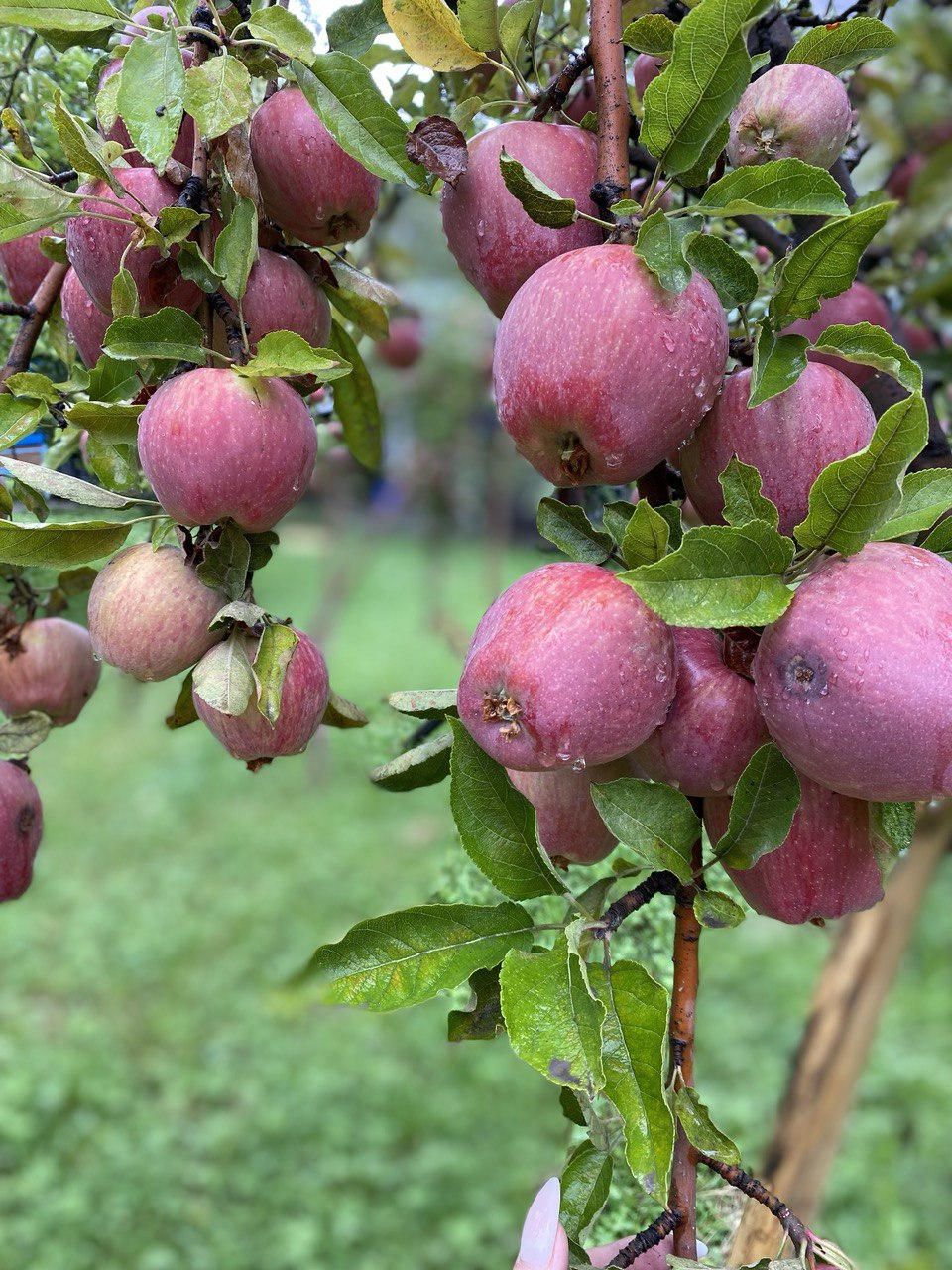
урожай яблок в 2022 году
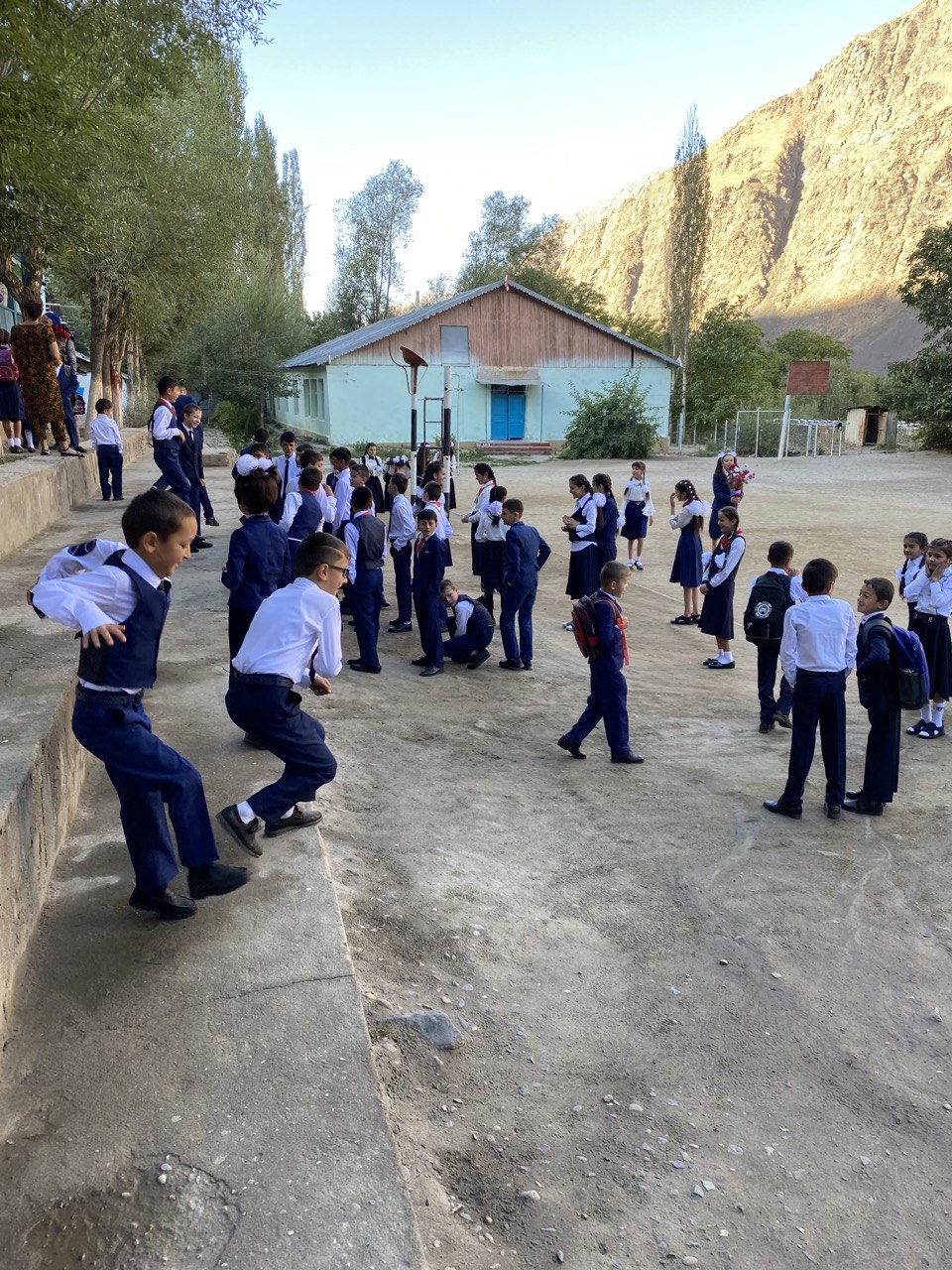
1 сентября

## Известные уроженцы
- Ширинджонов Мирзоджон тадж. Мирзоҷон Ширинҷонов (1922—2003) — советский, таджикский государственный и политический деятель, первый секретарь Горно-Бадахшанского обкома ЛКСМ Таджикистана (1950—1953), слушатель ВПШ при ЦК КПСС в Москве (1953—1955), первый секретарь Шугнанского райкома партии (1956—1958), секретарь Горно-Бадахшанского обкома партии (1958—1961), председатель исполкома Совета депутатов трудящихся ГБАО (1961—1967), заведующий отделом советских органов Управления делами Совета Министров Таджикской ССР (1967—1980), награждён орденом Трудового Красного Знамени, двумя орденами «Знак Почета», четырьмя медалями, Почетной грамотой Президиума Верховного Совета ТаджССР, избирался депутатом Верховного Совета ТаджССР, членом ЦК КП Таджикистана[6].